# Rabbit Hole
Rabbit Hole är en amerikansk dramafilm från 2010. Den regisserades av  John Cameron Mitchell och producerades av Nicole Kidman.

## Skådespelare
- Nicole Kidman som Becca Corbett
- Aaron Eckhart som Howie Corbett
- Dianne Wiest som Nat (Beccas mamma och Dannys mormor).
- Tammy Blanchard som Izzy, Beccas syster
- Miles Teller som Jason, bilföraren
- Sandra Oh som Gabby
- Patricia Kalember som Peg
- Mike Doyle som Craig
- Jon Tenney som Rick
- Stephen Mailer som Kevin
- Giancarlo Esposito som Auggie
- Phoenix List som Danny Corbett
- Sara Jane Blazo som Jasons mamma
- Ursula Parker som Lilly

## Vinster och nomineringar
| - Oscar för bästa kvinnliga huvudroll - Broadcast Film Critics Association Award for Best Actress - Dallas-Fort Worth Film Critics Association Award for Best Actress - Detroit Film Critics Society Award for Best Actress - Golden Globe Award for Best Actress – Motion Picture Drama - Houston Film Critics Society Award for Best Actress | - The Independent Spirit Awards för bästa kvinnliga skådespelare - Satellite Award for Best Actress – Motion Picture Drama - Screen Actors Guild Award for Outstanding Performance by a Female Actor in a Leading Role - Online Film Critics Society Award for Best Actress - Washington D.C. Area Film Critics Association Award for Best Actress - Las Vegas Film Critics Society Award for Best Actress |

### Fotnoter
1. ↑  Rabbit Hole på Box Office Mojo, läst 21 februari 2011. (engelska)